# عثمانوو (شهرستان آئورگازینسکی، باشقیرستان)
عثمانوو (به لاتین: Usmanovo) یک منطقهٔ مسکونی در روسیه است که در باشقیرستان واقع شده‌است.